# Моя ужасная няня 2
«Моя ужасная няня 2» (англ. Nanny McPhee and the Big Bang, дословно — «Няня МакФи и Большой взрыв») — американо-британо-французская комедия по мотивам романов Кристианны Брэнд. Сиквел фильма 2005 года «Моя ужасная няня». В главной роли — Эмма Томпсон.

## Сюжет
Изабель Грин — мать троих детей: старшего Нормана, средней Мэгси и младшего Винсента. Они живут на ферме, которая наполовину принадлежит мужу Изабель Генри Грину и наполовину старшему брату Генри Филу. Женщине очень тяжело без мужа, который ушёл на войну, с тремя непослушными детьми, на нелюбимой работе в бытовом магазине, да и ещё вот-вот должны приехать два её избалованных племянника, живущих в городе — Сирил и Селия.
За день до приезда кузенов Изабель просит детей прибраться на ферме, и сама до вечера уходит на работу. По дороге она «случайно» встречает Фила, который пытается уговорить отписать ему часть фермы под предлогом того, что денег на ферму ей всё равно не найти. Однако Изабель говорит, что Норман нашёл способ расплатиться за трактор и в очередной раз отказывает родственнику. Филу есть почему беспокоиться: он влез в долги и теперь его единственный шанс расплатиться по ним — продать целиком ферму. По дороге домой ему встречаются две дамы, которые представляются помощницами человека, которому Фил должен ферму, и напоминают ему о долговой расписке. Затем они отпускают его предупредив, что, если в течение нескольких дней у них не будет договора на ферму, то Филу вырежут почку.
Напуганный Фил идёт по полю и встречает Нормана, от которого узнает, что деньги на трактор семья Грин получит, продав известному фермеру Маккриди поросят. Фил решает избавиться от них, чтобы Изабель и дети не получили деньги на трактор. Тем временем на ферму приезжают кузены и начинают сразу грубить и хамить Норману, Мэгси и Винсенту. В ходе разборок Сирил случайно разбивает джем, который семья специально берегла для отца, и между ними начинается драка. Изабель тем временем собирается уйти с работы, но начинает слышать отовсюду «Няня МакФи». Вернувшись домой, она видит жуткий беспорядок и разборки своих детей и племянников. Вдруг неожиданно звонят в дверь, Изабель спешит открыть дверь и видит безобразную женщину с клюкой. Женщина представляется как няня МакФи.

## В ролях

### Взрослые
- Эмма Томпсон — няня Матильда МакФи
- Мэгги Джилленхол — миссис Изабель Грин (урождённая Кэррингтон)
- Рис Иванс — Фил Грин
- Мэгги Смит — Агата Роуз Докерти (урождённая Браун)
- Рэйф Файнс — лорд Грэй
- Дэниэл Мейс — Бленкинсоп
- Шинед Мэттьюс — мисс Шиворот
- Кэти Брэнд — мисс Навыворот
- Билл Бэйли — фермер Макриди
- Юэн Макгрегор — мистер Рори Грин
- Сэм Келли — мистер Элджернон Докерти
- Нонсо Анози — сержант Ральф Джеффрис
- Эд Стоппард — лейтенант Эддис

### Дети
- Оскар Стир — Винсент Грин
- Эйса Баттерфилд — Норман Грин
- Лил Вудс — Мегси Грин
- Эрос Влахос — Сирил Грэй
- Рози Тэйлор-Ритсон — Селия Грэй

## Критика и отзывы
Фильм получил положительные отзывы. На сайте Rotten Tomatoes фильм получил 76 % одобрения на основе 115 рецензий, на сайте отметили, что второй фильм лучше первого и в фильме играет превосходный актёрский состав. Газета News of the World дала фильму четыре звезды из пяти, заявив, что фильм «Умный, остроумный и красиво обработанный — именно то, что вы хотите от семейного фильма». The Independent дал очень положительный отзыв, заявив, что «этот фильм — гениальная развлекательная машина, авторы фильма понимают, что детям нравится, будь то коровы, болтливые сапоги или поросята, занимающиеся синхронным плаванием. Томпсон написала по-настоящему забавный сценарий, который великолепно исполняют Иванс, Мэгги Смит, Билл Бэйли, Ральф Файнс и некоторые достойные детские актёры».

## Отменённый сиквел
Планировался триквел, действие которого должно происходить в наши дни. Но несмотря на то, что фильм собрал в прокате 93 млн долларов, он не оправдал ожиданий, третья часть была отменена.